# Thrippunithura
Thrippunithura là một thành phố và khu đô thị của quận Ernakulam thuộc bang Kerala, Ấn Độ.

## Nhân khẩu
Theo điều tra dân số năm 2001 của Ấn Độ, Thrippunithura có dân số 59.881 người. Phái nam chiếm 49% tổng số dân và phái nữ chiếm 51%. Thrippunithura có tỷ lệ 87% biết đọc biết viết, cao hơn tỷ lệ trung bình toàn quốc là 59,5%: tỷ lệ cho phái nam là 88%, và tỷ lệ cho phái nữ là 86%. Tại Thrippunithura, 10% dân số nhỏ hơn 6 tuổi.